# Conquilla de Plata a la millor actriu
La Conquilla de Plata a la millor actriu és un premi oficial concedit en el Festival Internacional de Cinema de Sant Sebastià atorgat pel jurat a la que consideren millor actriu de les pel·lícules presentades a la Secció Oficial del certamen.
Fins a l'any 1960, es va lliurar el Premi Zulueta d'Interpretació Femenina. Entre 1961 i 1989, el Premi Sant Sebastià a la millor interpretació femenina. A partir de 1990, ja prengué el nom actual.
Les dues primeres edicions, 1953 i 1954, només es premiaren actrius espanyoles. L'any 1955, el certamen es va especialitzar en pel·lícules en color, i només va concedir premis per aquest aspecte tècnic. Entre 1980 i 1984 no es va concedir el premi perquè el festival va perdre la categoria A de la FIAPF.
L'última edició d'aquest premi va ser a l'edició del 2020, després de la qual va ser substituït per una Conquilla de Plata de gènere neutral a la millor interpretació protagonista i a la millor interpretació de repartiment.

## Palmarés
| Any  | Actriu                                                      | Pel·lícula                                      |
| ---- | ----------------------------------------------------------- | ----------------------------------------------- |
| 1953 | Julia Martínez Fernández                                    | Hay un camino a la derecha                      |
| 1954 | Marisa de Leza                                              | La patrulla                                     |
| 1955 |                                                             |                                                 |
| 1956 | Luisa Della Noce                                            | Il ferroviere                                   |
| 1957 | Giulietta Masina                                            | Le notti di Cabiria                             |
| 1958 | Jacqueline Sassard                                          | Nata di marzo                                   |
| 1959 | Audrey Hepburn                                              | The Nun's Story                                 |
| 1960 | Joanne Woodward                                             | The Fugitive Kind                               |
| 1961 | Pina Pellicer                                               | Un tipus dur (One-Eyed Jacks)                   |
| 1962 | Anne Bancroft                                               | The Miracle Worker                              |
| 1963 | Lee Remick                                                  | Days of Wine and Roses                          |
| 1964 | Ava Gardner                                                 | La nit de la iguana (The Night of the Iguana)   |
| 1965 | Lilli Palmer                                                | Operation Crossbow                              |
| 1966 | Evangelina Salazar                                          | Del brazo y por la calle                        |
| 1967 | Serena Vergano                                              | Una historia de amor                            |
| 1968 | Monica Vitti                                                | La ragazza con la pistola                       |
| 1969 | Stefania Sandrelli Ludmila Txursina                         | L'amante di Gramigna Juravuixa                  |
| 1970 | Stéphane Audran                                             | Le Boucher                                      |
| 1971 | Graciela Borges                                             | Crónica de una señora                           |
| 1972 | Mia Farrow                                                  | Follow Me!                                      |
| 1973 | Glenda Jackson Françoise Fabian                             | A Touch of Class La Bonne Année                 |
| 1974 | Sophia Loren                                                | El viatge (Il viaggio)                          |
| 1975 | Gena Rowlands                                               | A Woman Under the Influence                     |
| 1976 | Helen Morse                                                 | Caddie                                          |
| 1977 | Katherine Hunter                                            | Der Mädchenkrieg                                |
| 1978 | Carol Burnett                                               | A Wedding                                       |
| 1979 | Laura Betti                                                 | Il piccolo Archimede                            |
| 1980 |                                                             |                                                 |
| 1981 |                                                             |                                                 |
| 1982 |                                                             |                                                 |
| 1983 |                                                             |                                                 |
| 1984 |                                                             |                                                 |
| 1985 | Mercedes Sampietro                                          | Extramuros                                      |
| 1986 | Ángela Molina                                               | La mitad del cielo                              |
| 1987 | Victoria Abril                                              | El Lute: camina o revienta                      |
| 1988 | Cipe Lincovsky Liv Ullmann                                  | La amiga                                        |
| 1989 | Mirjana Jokovic                                             | Eversmile New Jersey                            |
| 1990 | Margherita Buy                                              | La settimana della sfinge                       |
| 1991 | Deborra-Lee Furness Noni Hazlehurst Helen Jones Fiona Press | Waiting                                         |
| 1992 | Krystyna Janda                                              | Zwolnieni z zycia                               |
| 1993 | Niki Karimi                                                 | Sara                                            |
| 1994 | Ning Jing                                                   | Paoda shuangdeng                                |
| 1995 | Victoria Abril                                              | Nadie hablará de nosotras cuando hayamos muerto |
| 1996 | Norma Aleandro                                              | Sol de otoño                                    |
| 1997 | Julie Christie                                              | Afterglow                                       |
| 1998 | Jeanne Balibar                                              | Fin août, début septembre                       |
| 1999 | Aitana Sánchez-Gijón                                        | Volavérunt                                      |
| 2000 | Carmen Maura                                                | La comunidad                                    |
| 2001 | Pilar López de Ayala                                        | Juana la Loca                                   |
| 2002 | Mercedes Sampietro                                          | Lugares comunes                                 |
| 2003 | Laia Marull                                                 | Te doy mis ojos                                 |
| 2004 | Connie Nielsen                                              | BRØDRE (Brothers)                               |
| 2005 | Ana Geislerová                                              | Stesti (Algo parecido a la felicidad)           |
| 2006 | Nathalie Baye                                               | Mon fils à moi                                  |
| 2007 | Blanca Portillo                                             | Siete mesas de billar francés                   |
| 2008 | Tsilla Chelton Melissa Leo                                  | Pandora's box Frozen River                      |
| 2009 | Lola Dueñas                                                 | Yo, también                                     |
| 2010 | Nora Navas                                                  | Pa negre                                        |
| 2017 | Sofía Castiglione                                           | Alanis                                          |
| 2018 | Pia Tjelta                                                  | Blindsone                                       |
| 2019 | Greta Fernández                                             | La filla d'un lladre                            |
| 2019 | Nina Hoss                                                   | The Audition                                    |
| 2020 | Ia Sukhitashvili                                            | Beginning                                       |